# JALT Le Mans
Actualités
La Jeanne d'Arc Liberté et Tir du Mans, abrégé en JALT Le Mans, est un club français de basket-ball évoluant en NM3, basé au Mans.

## Historique
En 1907, création de deux patronages manceaux : la Jeanne d'Arc du Mans et la Liberté du Mans. En 1963, ces deux structures fusionnent donnant naissance à la Jeanne d'Arc Liberté du Mans (JALM). En 1964, à la suite d'une autre fusion avec la Société du Tir du Mans, le club devient le Jeanne d'Arc Liberté Tir du Mans (JALT Le Mans). Le club évolue depuis 1974 en championnat de France dont une saison en NM1 (1998/1999) et 15 saisons en Nationale 2.
|  |  |  |  |  |  | Jeanne d'Arc du Mans (1907-1963) | Jeanne d'Arc du Mans (1907-1963) | Jeanne d'Arc du Mans (1907-1963)                  | Jeanne d'Arc du Mans (1907-1963) | Jeanne d'Arc du Mans (1907-1963) | Jeanne d'Arc du Mans (1907-1963) |  |  | Liberté du Mans (1907-1963) | Liberté du Mans (1907-1963) | Liberté du Mans (1907-1963) | Liberté du Mans (1907-1963) | Liberté du Mans (1907-1963) | Liberté du Mans (1907-1963) |  |  | Société de Tir du Mans (?-1964) | Société de Tir du Mans (?-1964) | Société de Tir du Mans (?-1964) | Société de Tir du Mans (?-1964) | Société de Tir du Mans (?-1964) | Société de Tir du Mans (?-1964) |  |  |  |  |  |  |  |  |  |  |  |  |  |  |  |  |  |  |
|  |  |  |  |  |  | Jeanne d'Arc du Mans (1907-1963) | Jeanne d'Arc du Mans (1907-1963) | Jeanne d'Arc du Mans (1907-1963)                  | Jeanne d'Arc du Mans (1907-1963) | Jeanne d'Arc du Mans (1907-1963) | Jeanne d'Arc du Mans (1907-1963) |  |  | Liberté du Mans (1907-1963) | Liberté du Mans (1907-1963) | Liberté du Mans (1907-1963) | Liberté du Mans (1907-1963) | Liberté du Mans (1907-1963) | Liberté du Mans (1907-1963) |  |  | Société de Tir du Mans (?-1964) | Société de Tir du Mans (?-1964) | Société de Tir du Mans (?-1964) | Société de Tir du Mans (?-1964) | Société de Tir du Mans (?-1964) | Société de Tir du Mans (?-1964) |  |  |  |  |  |  |  |  |  |  |  |  |  |  |  |  |  |  |
|  |  |  |  |  |  |                                  |                                  |                                                   |                                  |                                  |                                  |  |  |                             |                             |                             |                             |                             |                             |  |  |                                 |                                 |                                 |                                 |                                 |                                 |  |  |  |  |  |  |  |  |  |  |  |  |  |  |  |  |  |  |
|  |  |  |  |  |  |                                  |                                  | Jeanne d'Arc Liberté du Mans (1963-1964)          |                                  |                                  |                                  |  |  |                             |                             |                             |                             |                             |                             |  |  |                                 |                                 |                                 |                                 |                                 |                                 |  |  |  |  |  |  |  |  |  |  |  |  |  |  |  |  |  |  |
|  |  |  |  |  |  |                                  |                                  |                                                   |                                  |                                  |                                  |  |  |                             |                             |                             |                             |                             |                             |  |  |                                 |                                 |                                 |                                 |                                 |                                 |  |  |  |  |  |  |  |  |  |  |  |  |  |  |  |  |  |  |
|  |  |  |  |  |  |                                  |                                  |                                                   |                                  |                                  |                                  |  |  |                             |                             |                             |                             |                             |                             |  |  |                                 |                                 |                                 |                                 |                                 |                                 |  |  |  |  |  |  |  |  |  |  |  |  |  |  |  |  |  |  |
|  |  |  |  |  |  |                                  |                                  | Jeanne d'Arc Liberté et Tir du Mans (depuis 1964) |                                  |                                  |                                  |  |  |                             |                             |                             |                             |                             |                             |  |  |                                 |                                 |                                 |                                 |                                 |                                 |  |  |  |  |  |  |  |  |  |  |  |  |  |  |  |  |  |  |

## Entraîneurs
- ? :  Christophe Henry
- 2020-déc. 2022 :  Quentin Wadoux
- Déc. 2022- Juin 2023 :  Philippe Vallejo (intérim)
- 2023-2024 :  Paul Courcier
- 2024-2025 :  Guillaume Lemarie

## Joueurs célèbres ou marquants
- Patrice Fresnais
- Lenaic Charles
- Thierry Fournier
- Alain Bouttier
- Gilles Prodhomme
- Ireneusz Mulak ancien international polonais.
- Jarosław Jęchorek, ancien international polonais.
- Phillipe Vallejo
- Sébastien Vanacker
- Frédéric Vallejo
- François Delaroche